# Halima Nosirova
Halima Nosirova (ros. Халима Насырова, Chalima Nasyrowa; ur. 29 grudnia 1913 w kiszłaku Togʻliq; zm. 3 stycznia 2003 w Taszkencie) – radziecka śpiewaczka operowa (sopran), pedagog; Ludowy Artysta ZSRR.
W latach 1924–1927 uczyła się w Bakijskim Technikum Teatralnym, po jego ukończeniu rozpoczęła występy jako aktorka dramatyczna w Teatrze im. Hamzy.
Od 1934 do 1937 studiowała w uzbeckim studio operowym Konserwatorium Moskiewskiego; od 1930 do 1985 występowała w Uzbeckim Teatrze Opery i Baletu, w 1939 została jego główną solistką; występowała również jako śpiewaczka koncertowa. 
W latach 1979–1986 prowadziła działalność pedagogiczną; była również deputowanym do Rady Najwyższej ZSRR V kadencji. 

## Tytuły i wyróżnienia
- Ludowa Artystka Uzbeckiej SRR;
- Ludowy Artysta ZSRR (31 maja 1937).
- Nagroda Stalinowska II stopnia (1942);
- Nagroda Stalinowska III stopnia (1951);
- Państwowa Nagroda Uzbeckiej SRR im. Hamzy (1968);
- Order Lenina - dwukrotnie;
- Order Rewolucji Październikowej;
- Order Czerwonego Sztandaru Pracy;
- Order „Znak Honoru” - dwukrotnie;
- order "Za wybitne zasługi" (Uzbekistan, 2000)[1].